# Buzz Bütow
Buzz Bütow (mit bürgerlichem Namen: Burkhard Bütow) (* 14. August 1943 in Kolberg (Pommern); † 19. Januar 2004 in Bremen) war deutscher Cartoonist, Grafik-Designer, Film- und Literaturrezensent.

## Leben und Werk
Bütow wurde 1943 in Pommern geboren und studierte nach Kindheit im ländlichen Nordniedersachsen sowie abgebrochener Schiffsmaklerlehre Grafik-Design in Bremen, Stuttgart und Hamburg. Er arbeitete für Die Zeit in Hamburg als Art-Director und verantwortete eigene Kolumnen: Buzz’z Reise Spitzz’zen, Buzz’z Thierleben. Er zeichnete zahlreiche Cartoons.
Ab 1972 arbeitete er als freischaffender Grafik-Designer, Cartoonist und Film- und Literaturrezensent. Er war präsent in Presse-Feuilleton und Hörfunk und hatte zahlreiche Ausstellungen in Bremen und im Umland.
Eine erste umfassende Retrospektive fand 2008/2009 in Wilhelm Buschs Geburtshaus in Wiedensahl statt.

## Bücher
- Quadratbuch „BUZZ’Z-Cartoons“, Verlag Atelier im Bauernhaus, Fischerhude 1977, ISBN 3881323082
- „Ischa umzu“ mit Detlef Michelers, Verlag Atelier im Bauernhaus, Fischerhude 1976, ISBN 3-88132-111-X
- Mondbuch „Du kannst mich mal im Mondenschein besuchen“, Eichborn 1988, ISBN 3-8218-1892-1